# Remera (Ngoma)
Remera ist ein Sektor im Nordosten des Distrikts Ngoma in der Ostprovinz von Ruanda.

## Geographie
Remera hat eine Fläche von 50,4 km² und liegt auf einer Höhe von etwa 1530 m. Der Sektor unterteilt sich in die vier Zellen Bugera, Kinunga, Ndekwe und Nyamagana. Nachbarsektoren innerhalb des Distrikts sind im Südosten Kibungo und im Südwesten Rurenge.

## Bevölkerung
Nach Stand der Volkszählung von 2022 liegt die Einwohnerzahl bei 32.344. Zehn Jahre zuvor waren es 27.622, was einem jährlichen Bevölkerungszuwachs von 1,6 Prozent zwischen 2012 und 2022 entspricht.

## Verkehr
Durch den Sektor verläuft die Nationalstraße 4.